# Sarcome pléomorphe
 Mise en garde médicale
Un sarcome pléomorphe , appelé histocytofibrome malin jusqu'en 2002, est une tumeur des tissus mous de la famille des sarcomes. Il s'agit d'une tumeur agressive de croissance rapide, et qui atteint principalement le membre inférieur et la cuisse. Il peut être différencié en lipo- ou un fibro-sarcome, mais aussi indifférencié. La forme indifférenciée est la plus fréquente et représente 10 % de toutes les tumeurs des tissus mous, tandis que la forme liposarcomateuse est la plus rare.
Le traitement de référence des sarcomes pléomorphe est la chirurgie, basée sur la résection complète de la tumeur en un seul bloc,. Les tumeurs non opérables peuvent être traitées par radiothérapie et chimiothérapie.